# سيدني شيلدون
سيدني شيلدون (بالإنجليزية: Sidney Sheldon)‏ (و. 1917 – 2007 م) هو كاتب، وكاتب سيناريو، وروائي، وكاتب مسرحي، ومخرج سينمائي، وممثل، ومنتج تلفزيوني، ومؤلِّف، من الولايات المتحدة الأمريكية، ولد في شيكاغو، توفي في رانتشو ميراج، ريفيرسيدي، كاليفورنيا، عن عمر يناهز 90 عاماً، بسبب ذات الرئة.

## التعليم
تعلم في جامعة نورث وسترن.

## جوائز وترشيحات
حصل على جوائز منها:
- جائزة الأوسكار لأفضل كتابة "سيناريو أصلي"، عن عمل: العازب وبوبي سوكسر (1947).

ترشح لـ:
- جائزة الإيمي برايم تايم عن فئة التأليف المبهر لمسرحية كوميدية [الإنجليزية]‏، عن عمل: أي دريم أوف جيني (1967)
- جائزة الأوسكار لأفضل كتابة "سيناريو أصلي"، عن عمل: العازب وبوبي سوكسر (1947).

## وصلات خارجية
- سيدني شيلدون على موقع IMDb (الإنجليزية)
- سيدني شيلدون على موقع روتن توميتوز (الإنجليزية)
- سيدني شيلدون على موقع ألو سيني (الفرنسية)
- سيدني شيلدون على موقع ميوزك برينز (الإنجليزية)
- سيدني شيلدون على موقع أول موفي (الإنجليزية)
- سيدني شيلدون على موقع قاعدة بيانات برودواي على الإنترنت (الإنجليزية)
- سيدني شيلدون على موقع قاعدة بيانات الأفلام السويدية (السويدية)
- سيدني شيلدون على موقع إن إن دي بي (الإنجليزية)
- سيدني شيلدون على موقع ديسكوغز (الإنجليزية)
- سيدني شيلدون على موقع قاعدة بيانات الفيلم (الإنجليزية)